# Déclaration d'Alma-Ata (1978)

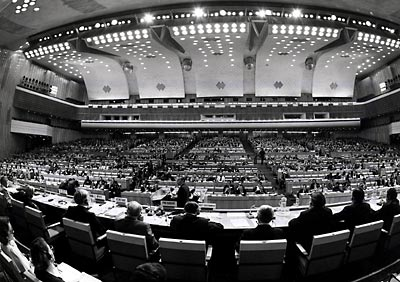
Conférence internationale sur les soins de santé primaires, Alma Ata, URSS, septembre 1978

La déclaration d'Alma-Ata a été établie à l'issue de la Conférence internationale sur les soins de santé primaires (Alma-Ata, du 6 au 12 septembre 1978). Elle réunit 3000 délégués des ministères de la santé de 134 États. Elle souligne la nécessité d'une action urgente de tous les gouvernements, de toutes les personnes des secteurs de la santé et du développement ainsi que de la communauté internationale pour protéger et promouvoir la santé de tous les peuples du monde.
La déclaration met en avant plusieurs axes de santé publique : 
- le lien entre développement et santé
- la nécessité de développer une médecine gratuite par la multiplication des centres de soins gratuits
- favoriser une médecine préventive
- mêler médecine moderne et savoir-faire traditionnels.

Cette conférence est à resituer pour Sandrine Kott dans les controverses autour de la santé publique des années 1970, controverses entre différentes approches des politiques de santé, mais également rivalités géopolitiques. En effet, depuis 1972, l'OMS apporte son soutien aux initiatives chinoises  qui visent à former dans le Tiers monde des médecins ruraux en s'appuyant sur les savoir-faire traditionnels. La conférence d'Alma Ata est organisée par l'OMS pour promouvoir cette approche de santé primaire. Sous la pression de l'URSS, la conférence se tient dans la ville kazakhe pour contrer l'influence chinoise. La Chine la boycotte d'ailleurs.